# District d'Evaux
Le district d'Évaux est une ancienne division territoriale française du département de la Creuse de 1790 à 1795.
Il était composé des cantons de Evaux, Auzances, Chambon, l'Epaud et Mainsat.